# Déméthylation
Une déméthylation est une réaction chimique enlevant un groupement méthyle d'une molécule. 

## Processus biologique
Par exemple, les flavanones 7-méthoxylées comme la sakuranétine sont dégradées par des organismes du type de Cunninghamella elegans, par déméthylation suivie d'une sulfatation.